# Eumorpha mirificatus
Eumorpha mirificatus là một loài bướm đêm thuộc họ Sphingidae. Nó được tìm thấy ở mũi tây của Cuba.
Nó tương tự như Eumorpha strenua.